# Amfiktionia
Amfiktionia (stgr. ἀμφικτυονία od ἀμφι-κτίονες „mieszkający dokoła”) – w starożytnej Grecji związek poleis greckich zawarty dla ochrony określonego miejsca kultu religijnego.
Do zadań amfiktionii należała opieka nad sanktuarium i jego majątkiem, regulowanie kwestii religijnych i kultowych, także organizowanie igrzysk związanych z miejscem kultu. Były to organizacje o charakterze prywatno-kultowym. Ich członkowie płacili składki na cele ochrony świątyni wspólnego bóstwa oraz na organizację uroczystości religijnych. Spotykali się na regularnych zjazdach, podczas których omawiano sprawy pozostające w kręgu wspólnych zainteresowań. Cykliczność takich spotkań doprowadziła z czasem do wykształcenia się swoistego międzyrządowego zgromadzenia plenarnego, zbierającego się na regularnych konferencjach.
Dla rozwiązywania sporów między amfiktionami powoływany był sąd rozjemczy.
Już w VIII w. p.n.e. istniała amfiktionia przy świątyni Posejdona na wysepce Kalauria w Zatoce Sarońskiej. Do najbardziej znanych należały:
- Amfiktionia Delficka – związek 12 miast i plemion greckich zjednoczonych wokół sanktuarium Apollona w Delfach
- Heksapolis – związek sześciu miast skupionych wokół świątyni Apollona na Knidos
- amfiktionia skupiona wokół świątyni Apollona na Delos

W historii prawa międzynarodowego amfiktionie uważane są za pierwowzory współczesnych organizacji międzynarodowych. Istotną ich rolą było łagodzenie ówczesnych obyczajów wojennych poprzez zakazy surowego traktowania pokonanych miast-członków związku (np. burzenia lub odcięcia wody). Nierzadko jednak były gruntem dla politycznych rozgrywek jako narzędzie w ręku silniejszych członków uzależniających od siebie mniejsze miasta.
W ramach amfiktionii podjęto też wczesną próbę unifikacji systemu monetarnego, emitując ok. 388 p.n.e. wspólną dla wszystkich państw członkowskich monetę związkową z wyobrażeniem bóstw delfickich – Demeter i Apollona.